# Lothar Weber
Lothar Weber (* 1. Juli 1925 in Burgstädt; † 8. November 2010 in Neubrandenburg) war ein deutscher Maler und Grafiker.

## Leben und Werk
Weber machte eine Lehre als Dekorationsmaler und nahm ab 1943 als Soldat der Wehrmacht am Zweiten Weltkrieg teil. Nach der Entlassung aus der Kriegsgefangenschaft arbeitete er von 1946 bis 1954 als Landarbeiter, Porzellanarbeiter und Dekorationsmaler.
Von 1954 bis 1959 studierte er bei Erich Fraaß und Rudolf Bergander an der Hochschule für Bildende Künste Dresden. Für sein Diplom schuf er das Tafelbild Bauernmarkt.
Nach Studienabschluss arbeitete Weber als freischaffender Künstler in Neubrandenburg. Daneben leitete er dort ab 1960 bei der Bauunion, dem späteren Wohnungsbaukombinat, einen Zirkel für Malerei und Grafik. Er war bis 1990 Mitglied des Verbands Bildender Künstler der DDR.
Zeichnungen Webers befinden sich u. a. im Otto-Dix-Haus Gera.

## Ehrungen (Auswahl)
- 1963: Kunstpreis des FDGB (als Mitglied eines Kollektivs)
- 1970: Nationalpreis der DDR III. Klasse (als Mitglied eines Kollektivs)
- 1987: Theodor-Körner-Preis für kulturelle Tätigkeit in der Nationalen Volksarmee, in den Grenztruppen und den anderen bewaffneten Organen der DDR

## Werke (Auswahl)
- Betonwerker (1961, Öl, 50 × 40 cm)

## Ausstellungen (unvollständig)

### Einzelausstellungen
- 1965: Riesa, Haus der Heimat („Fünf junge Künstler stellen aus“; mit Siegfried Huth, Hans Mühlemann, Harald Thiel und Günter Tiedeken)
- 1975 und 1981: Neubrandenburg, Haus der Kultur und Bildung

### Ausstellungsbeteiligungen
- 1961: Berlin, Akademie der Künste (Jahresausstellung 1961. „Junge Künstler. Malerei“)

- 1962/63: Dresden, Fünfte Deutsche Kunstausstellung
- 1965: Frankfurt/Oder, Rathaus („Kunstpreisträger des FDGB“)
- 1969: Leipzig, Messehaus am Markt („Kunst und Sport“)
- 1970: Berlin, Altes Museum („Im Geiste Lenins“)
- 1972 bis 1984: Neubrandenburg, vier Bezirkskunstausstellungen
- 1974: Berlin, Altes Museum („25 Jahre Graphik in der DDR. 1949–1974“)